# Stits-Besler Executive

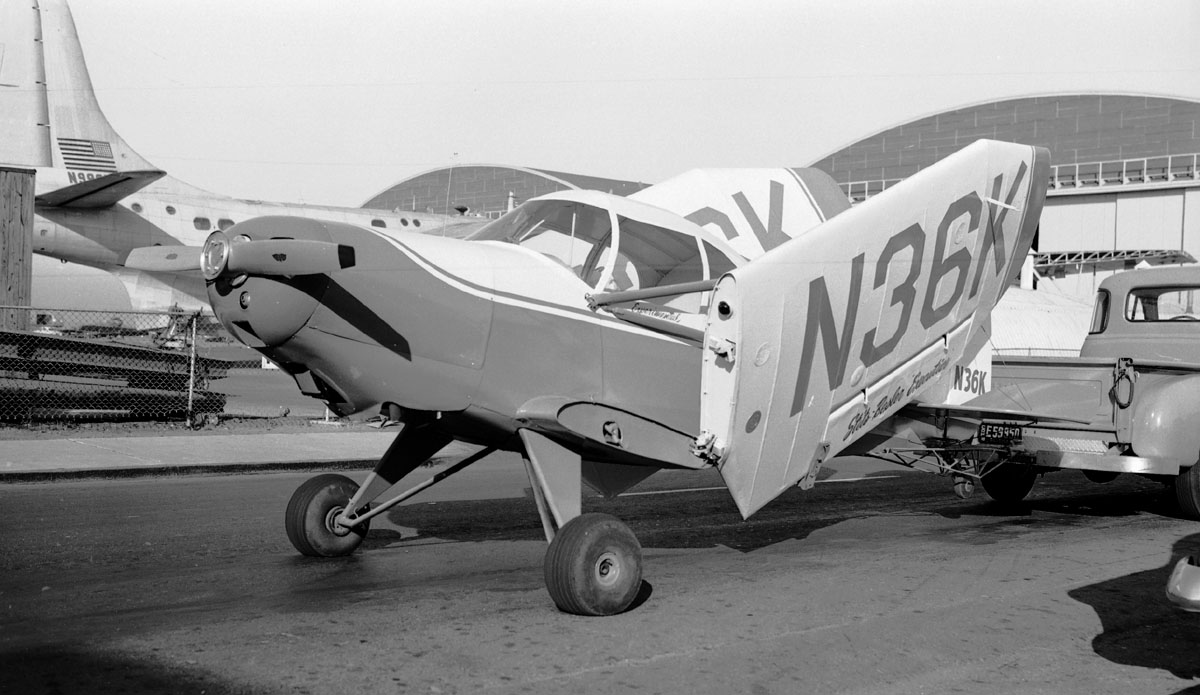
Stits-Besler Executive

Le Stits-Besler Executive est un avion triplace de construction amateur conçu par Ray Stits en tant que Stits SA-4A Executive.

## Développement
Le projet a été initié lorsque William Besler de Besler Corp. a contracté Ray Stits pour concevoir un avion triplace de construction amateur avec des ailes pliantes. Besler était un premier expérimentateur de l’aviation, qui avait monté une machine à vapeur de sa propre conception sur un Travel Air 2000en 1933.

## Design
Les ailes de l’Executive se replient vers l’arrière et vers le haut. Les réservoirs de carburant sont encastrés dans les racines des ailes non repliables. Le fuselage est un tube en acier soudé avec revêtement en toile d'avion. Les ailerons sont montés au centre de l'aile plutôt qu'aux extrémités.

## Histoire opérationnelle
L'unique Executive (numéro d'enregistrement N36K) a été utilisé comme banc d'essai pour les moteurs conçus par Besler ; un moteur à vapeur de 150 ch (112 kW) et un moteur à quatre cylindres en V à 100 ch (75 kW).

## Spécifications (Stits-Besler Executive)

### Caractéristiques générales
- Longueur : 5,64 m
- Envergure : 7,77 m
- Largeur : 2,26 m avec ailes repliées
- Hauteur : 2,11 m
- Surface de l'aile : 11 m²
- Poids à vide : 363 kg
- Poids brut : 658 kg
- Capacité de carburant : 24
- Groupe motopropulseur : 1 × Lycoming O-320, 150 ch (110 kW)

### Performance
- Vitesse maximale : 266 km/h
- Vitesse de croisière : 241 km/h
- Vitesse de décrochage : 80 km/h
- Taux de montée : 13 m/s